# Oscar von Schüppel
Oscar von Schüppel (Dresda, 10 agosto 1837 – Bad Serneus, 26 agosto 1881) è stato un patologo tedesco.

## Biografia
Studiò anatomia all'Università di Lipsia, trasferendosi successivamente a Tubinga, dove nel 1869 fu nominato professore di anatomia patologica. Nel 1876/77 fu rettore universitario.
Nel 1871, fu il primo scienziato a descrivere i "corpi di Schaumann". Pubblicò le sue scoperte in un trattato sulla tubercolosi linfatica, intitolato Untersuchungen über Lymphdrüsen-Tuberkulose sowie über die damit verwandten und verwechselten Drüsenkrankheiten (Studi sulla tubercolosi linfatica, nonché i suoi affini e le sue malattie ghiandolari confuse).
Un'altra opera di Schüppel fu un libro sulle malattie delle vie biliari e sulla vena porta, Die Krankheiten der Gallenwege und der Pfortader (1880). Fu incluso come parte del manuale di patologia e terapia speciale di Hugo von Ziemssen.